# Iwan Łudri
Iwan Martynowicz Łudri, ros. Иван Мартынович Лудри (ur. 1895 w Ermie w prowincji parnawskiej, zm. 26 listopada 1937 w Moskwie) – radziecki dowódca wojskowy, flagman I rangi (mianowany 22 listopada 1935).

## Życiorys
W 1912 powołany do służby wojskowej w carskiej Flocie Bałtyckiej, dosłużył się stopnia podoficerskiego. Od 1918 w Socjaldemokratycznej Partii Robotników Rosji (SDPRR). Uczestniczył w ustanawianiu władzy sowieckiej w Kronsztadzie, był zastępcą przewodniczącego Rady Robotniczej i Żołnierskiej i Kronsztadzkiego Komitetu Wojskowo-morskiego. Od września 1918 pomocnik komisarza, a w 1919 komisarz Bazy Kronsztadzkiej, komisarz Oddziału Marynarzy walczących z Judeniczem na piotrogradzkim odcinku frontu. Od września 1919 do marca 1920 komisarz Oneżskiej Flotylli Wojskowej. W latach 1920–1921 komisarz Sił Morskich Morza Czarnego i Morza Azowskiego, członek Rewolucyjnej Rady Wojennej Flotylli  Kaspijskiej, później dowódca Flotylli Kaspijskiej. W latach 1923–1921 słuchacz Akademii Marynarki Wojennej Robotniczo-Chłopskiej Armii Czerwonej. Od 1927 dowódca Obrony Przybrzeżnej Morza Czarnego. Od 1930 szef sztabu Floty Czarnomorskiej. Od 1932 zastępca komisarza ludowego Marynarki Wojennej ZSRR. W latach 1936–1937 komendant Akademii Marynarki Wojennej.
Aresztowany, sądzony i skazany na śmierć w procesach wielkich czystek. Rehabilitowany.

## Odznaczenia
- Order Czerwonego Sztandaru